# Tanah Merah Laok
Tanah Merah Laok is een bestuurslaag in het regentschap Bangkalan van de provincie Oost-Java, Indonesië. Tanah Merah Laok telt 5235 inwoners (volkstelling 2010).